# Rathbone, New York
Rathbone är en kommun (town) i Steuben County i delstaten New York. Vid 2020 års folkräkning hade Rathbone 1 093 invånare.